# Collegio uninominale Piemonte 1 - 08
Il collegio elettorale uninominale Piemonte 1 - 08 è stato un collegio elettorale uninominale della Repubblica Italiana per l'elezione della Camera dei deputati tra il 2017 ed il 2022.

## Territorio
Come previsto dalla legge elettorale italiana del 2017, il collegio era stato definito tramite decreto legislativo all'interno della circoscrizione Piemonte 1.
Era formato dal territorio di 27 comuni: Airasca, Cambiano, Candiolo, Carignano, Carmagnola, Castagnole Piemonte, Cercenasco, Isolabella, La Loggia, Lombriasco, Moncalieri, Nichelino, None, Osasio, Pancalieri, Pecetto Torinese, Piobesi Torinese, Poirino, Pralormo, Santena, Scalenghe, Trofarello, Vigone, Villastellone, Vinovo, Virle Piemonte e Volvera.
Il collegio era quindi interamente compreso nella città metropolitana di Torino.
Il collegio era parte del Collegio plurinominale Piemonte 1 - 02.

## Eletti
| Elezione | Elezione | Deputato           | Partito      |
| -------- | -------- | ------------------ | ------------ |
|          | 2018     | Claudia Porchietto | Forza Italia |

## Dati elettorali

### XVIII legislatura
Come previsto dalla legge elettorale, 232 deputati erano eletti con sistema a maggioranza relativa in altrettanti collegi uninominali a turno unico.
| Candidati              | Candidati                    | Voti    | %     | Liste                    | Voti    | %     |
| ---------------------- | ---------------------------- | ------- | ----- | ------------------------ | ------- | ----- |
|                        | Claudia Porchietto ✔️ Eletto | 56 361  | 36,99 | Lega                     | 30 692  | 20,14 |
| Forza Italia           | Claudia Porchietto ✔️ Eletto | 56 361  | 36,99 | 19 432                   | 12,75   |       |
| Fratelli d'Italia      | Claudia Porchietto ✔️ Eletto | 56 361  | 36,99 | 5 318                    | 3,49    |       |
| Noi con l'Italia - UDC | Claudia Porchietto ✔️ Eletto | 56 361  | 36,99 | 919                      | 0,60    |       |
|                        | Roberta Cavuoti              | 48 622  | 31,91 | Movimento 5 Stelle       | 48 622  | 31,91 |
|                        | Laura Pompeo                 | 37 806  | 24,81 | Partito Democratico      | 30 882  | 20,27 |
| +Europa                | Laura Pompeo                 | 37 806  | 24,81 | 5 719                    | 3,75    |       |
| Italia Europa Insieme  | Laura Pompeo                 | 37 806  | 24,81 | 637                      | 0,42    |       |
| Civica Popolare        | Laura Pompeo                 | 37 806  | 24,81 | 568                      | 0,37    |       |
|                        | Erika Faienza                | 5 059   | 3,32  | Liberi e Uguali          | 5 059   | 3,32  |
|                        | Luigi Infantino              | 1 532   | 1,01  | Potere al Popolo!        | 1 532   | 1,01  |
|                        | Patrick Pautasso             | 1 491   | 0,98  | CasaPound                | 1 491   | 0,98  |
|                        | Alessandro Sportiello        | 1 090   | 0,72  | Il Popolo della Famiglia | 1 090   | 0,72  |
|                        | Aldo Cavallo                 | 404     | 0,27  | Partito Valore Umano     | 404     | 0,27  |
| Totale                 | Totale                       | 152 365 | 100   |                          | 152 365 | 100   |
|                        |                              |         |       |                          |         |       |
| Voti non validi        | Voti non validi              | 5 852   | 3,70  |                          |         |       |
| Votanti                | Votanti                      | 158 217 | 77,03 |                          |         |       |
| Elettori               | Elettori                     | 205 395 |       |                          |         |       |